# Perwang am Grabensee
Perwang am Grabensee är en ort och kommun  i Österrike. Den ligger i distriktet Braunau am Inn i förbundslandet Oberösterreich, 250 kilometer väster om huvudstaden Wien. 
Kommunen består av 15 orter (Ortschaften) (inom parentes invånarantal 1 januari 2024):

- Baumgarten (11)
- Edt (9)
- Elexlochen (32)
- Endfelden (23)
- Grub (16)
- Gumperding (50)
- Hinterbuch (117)
- Kirchsteig (6)
- Oberröd (212)
- Perwang am Grabensee (442)
- Reith (9)
- Rudersberg (97)
- Rödhausen (78)
- Stockach (12)
- Unterröd (15)